# Wójtowizna (Zielonka Pasłęcka)
Wójtowizna (niem. Vogtshoft) – część wsi Zielonka Pasłęcka w Polsce, położona w województwie warmińsko-mazurskim, w powiecie elbląskim, w gminie Pasłęk. Wójtowizna wchodzi w skład sołectwa Zielonka Pasłęcka.
W latach 1975–1998 Wójtowizna administracyjnie należała do województwa elbląskiego.